# Fiat 147
De Fiat 147 was een driedeurs hatchback in de compacte middenklasse, geproduceerd door Fiat in de Braziliaanse staat Minas Gerais van 1976 tot 1987, toen hij werd vervangen door de Fiat Uno.
Het was de Zuid-Amerikaanse versie van de Italiaanse Fiat 127. Sommige uitvoeringen werden tot 1996 gebouwd in Argentinië en de assemblage vond ook plaats in Colombia, Uruguay en Venezuela.

## Geschiedenis
Tijdens de twee decennia die volgden op de Tweede Wereldoorlog, kregen de in Europa beschikbare brandstoffen steeds hogere octaangetallen en waren de compressieverhoudingen van Europese auto's dienovereenkomstig toegenomen. De goedkopere (zogenaamde gele kwaliteit) benzine die in 1976 in Brazilië werd gedistribueerd, had een octaangetal van slechts 73, dus voor Brazilië was het nodig om een relatief lage compressieverhouding te gebruiken. Door de lagere compressieverhouding was een grotere motor nodig, en de Fiat 147 werd gelanceerd met een 1.049 cc motor met vijfmaal gelagerde krukas in plaats van de driemaal gelagerde 903 cc die standaard werd gemonteerd in de 127s uit Turijn.
Persberichten uit die tijd meldden dat de grotere motor voor een veel soepelere en stillere aandrijving zorgde en een hoger koppel had. De 1.049 cc motor en enkele van de herziene carrosserie-elementen van de 147 (vooral de achterste zijpanelen) werden later geïntroduceerd in de tweede serie van de 127 zelf, toen deze een jaar later (in 1978) werd uitgebracht in Europa.

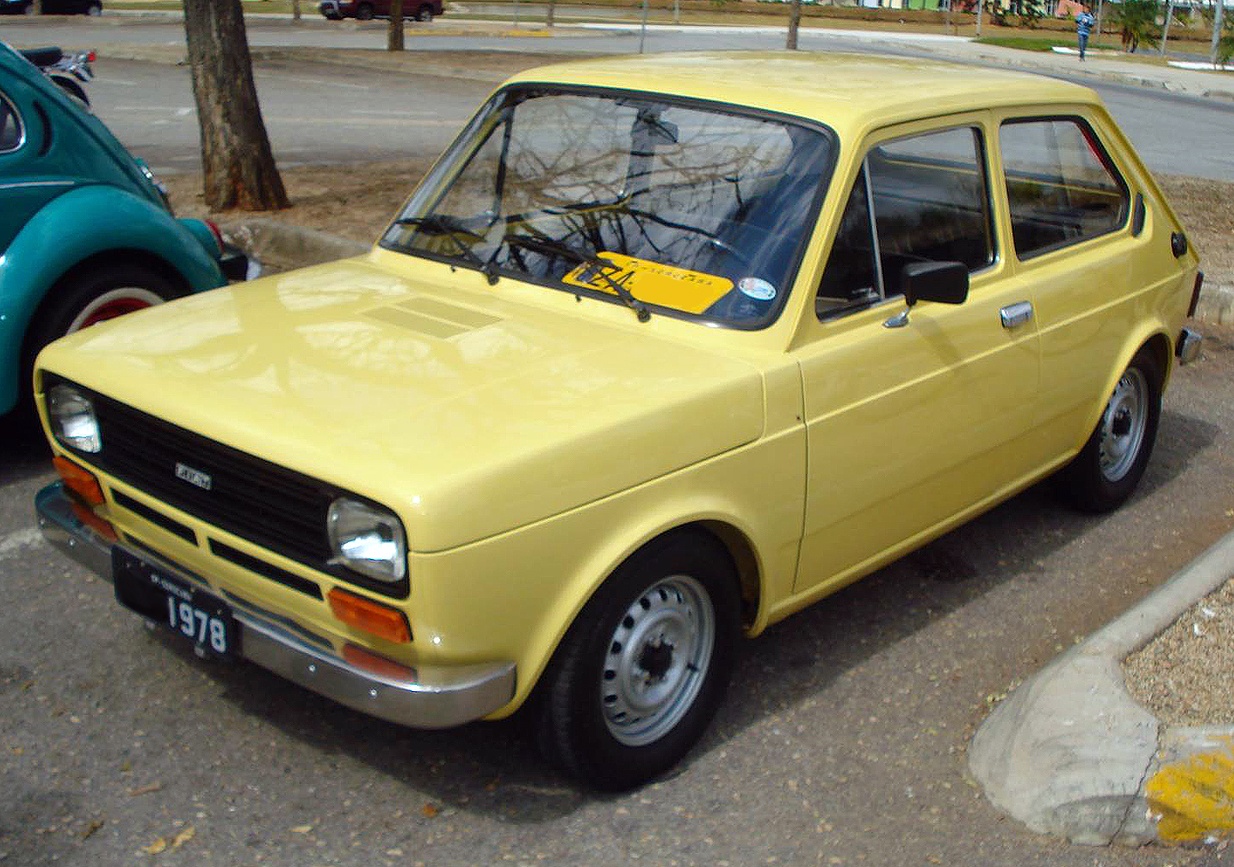
Vroege Fiat 147

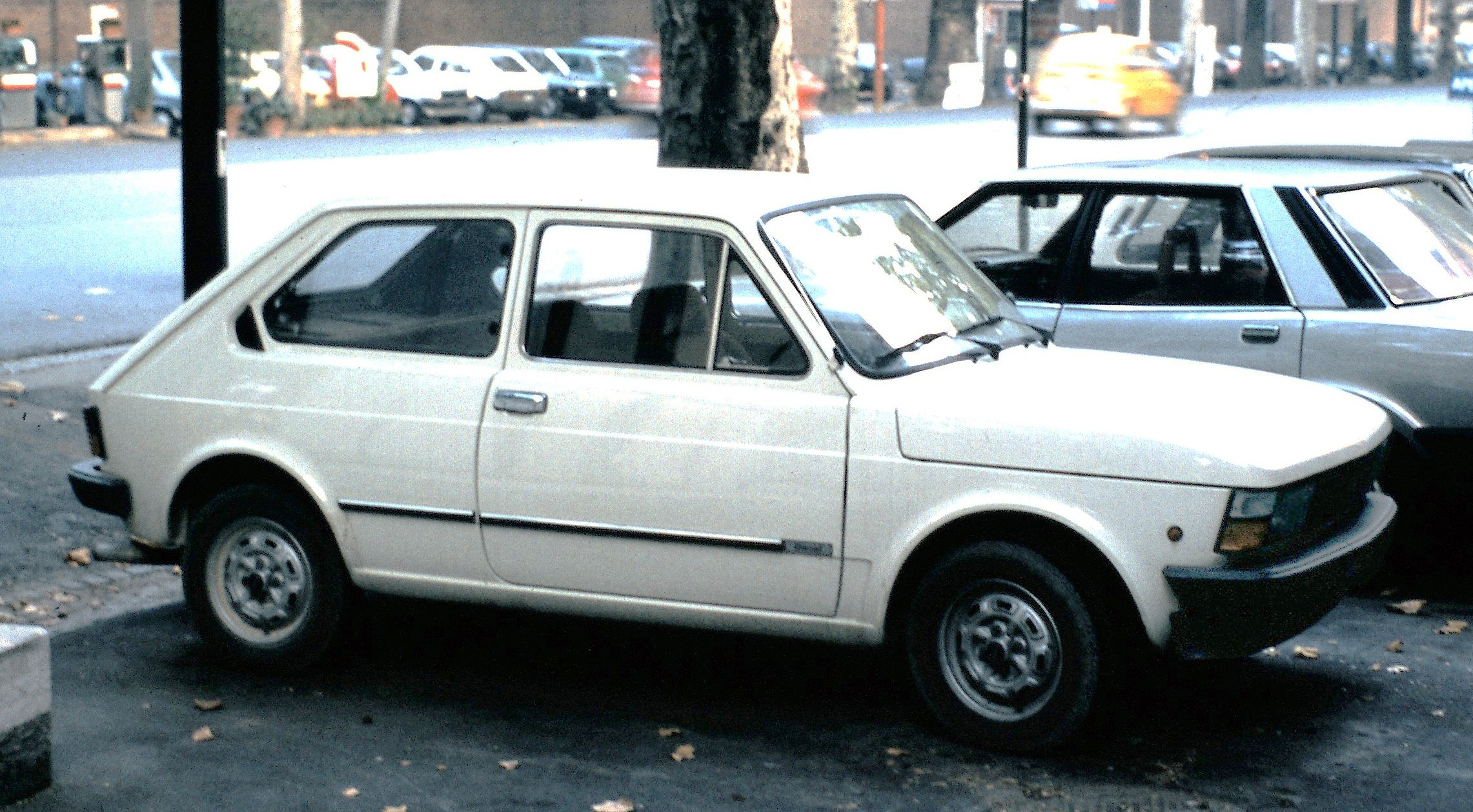
Eerste facelift van de 147

De 147 was de eerste moderne auto die ethanol (E100) als brandstof gebruikte in plaats van benzine. De prestaties namen licht toe en het brandstofverbruik was 30% hoger, maar de alcoholprijs was een kwart van die van benzine, omdat benzine in die tijd duur was geworden als gevolg van de oliecrisis van 1973. Deze versie kreeg de bijnaam "cachacinha" (kleine cachaça) omdat het de geur van dat drankje had.
Na in de herfst van 1976 te zijn geïntroduceerd, werd de assortiment in november van het daarop volgende jaar verdeeld in de 147, 147 L en 147 GL. Een jaar later werd de luxueuze GLS toegevoegd, net als het sportieve Racing-model, uitgerust met een 63 pk (46 kW) motor van 1,3 liter. Deze motor vond later zijn weg naar de lichtvoetige TR (met 71 pk of 52 kW), evenals (in geknepen vorm) de 147 CLS, Oggi CS en Panorama CL.
Een 45 pk (33 kW) 1.301 cc dieselmotor, gebaseerd op de 1.049 cc-motor, werd ook ontwikkeld maar werd alleen ooit in het buitenland op de markt gebracht, omdat particuliere auto-eigenaren in Brazilië geen dieselauto's mochten bezitten. Deze versie, compleet met de gefacelifte Braziliaanse carrosserie, werd in 1981 ook als 127 naar Europa geëxporteerd. In 1982 werd de dieselmotor ook geïntroduceerd in de stationwagen Panorama, die ook beschikbaar kwam in Europa als 127 Panorama.
De 147 onderging een aantal facelifts tijdens zijn carrière. De vroegste auto's hadden een front vergelijkbaar met de Europese 127 maar later werd een nieuwe, schuin aflopende voorkant ontwikkeld. Later (in 1983) werd de voorkant opnieuw ontworpen om te aan te sluiten bij het nieuwe gezicht van Fiat zoals gedefinieerd door de nieuwe Uno. De pre-facelift carrosserie bleef een paar jaar in gebruik op de goedkoopste 147 C en om de nieuwere versies onderscheidend aan te duiden, ontvingen ze het extra label Spazio. Deze naam zou later in Argentinië de aanduiding 147 vervangen. Samen met de facelift namen de motorvermogens allemaal met een paar pk toe. In Venezuela werd de Spazio exclusief verkocht met de krachtiger 72 pk-motor zoals gebruikt in de Braziliaanse TR-versie. De productie van de 147 C duurde voort tot in 1987, nadat deze was vervangen door de nieuwe Uno. In 1987 werden slechts 256 auto's gebouwd.

### Afgeleiden
Gebaseerd op de Fiat 147 was een sedan genaamd de Fiat Oggi en een stationwagen genaamd de Fiat Panorama. De Panorama verscheen voor het eerst in april 1980, oorspronkelijk met de 1.050 of de 1.049 cc benzinemotoren. De Oggi verscheen voor het eerst in het voorjaar van 1983, net na de introductie van de tweede facelift. Er waren ook bestelwagens en pick-upversies verkrijgbaar, verkocht als de Fiorino. De Panorama was ook verkrijgbaar met de dieselmotor, voornamelijk voor Europese export maar ook voor assemblage in Uruguay, waar de Panorama werd verkocht als de Fiat 148.

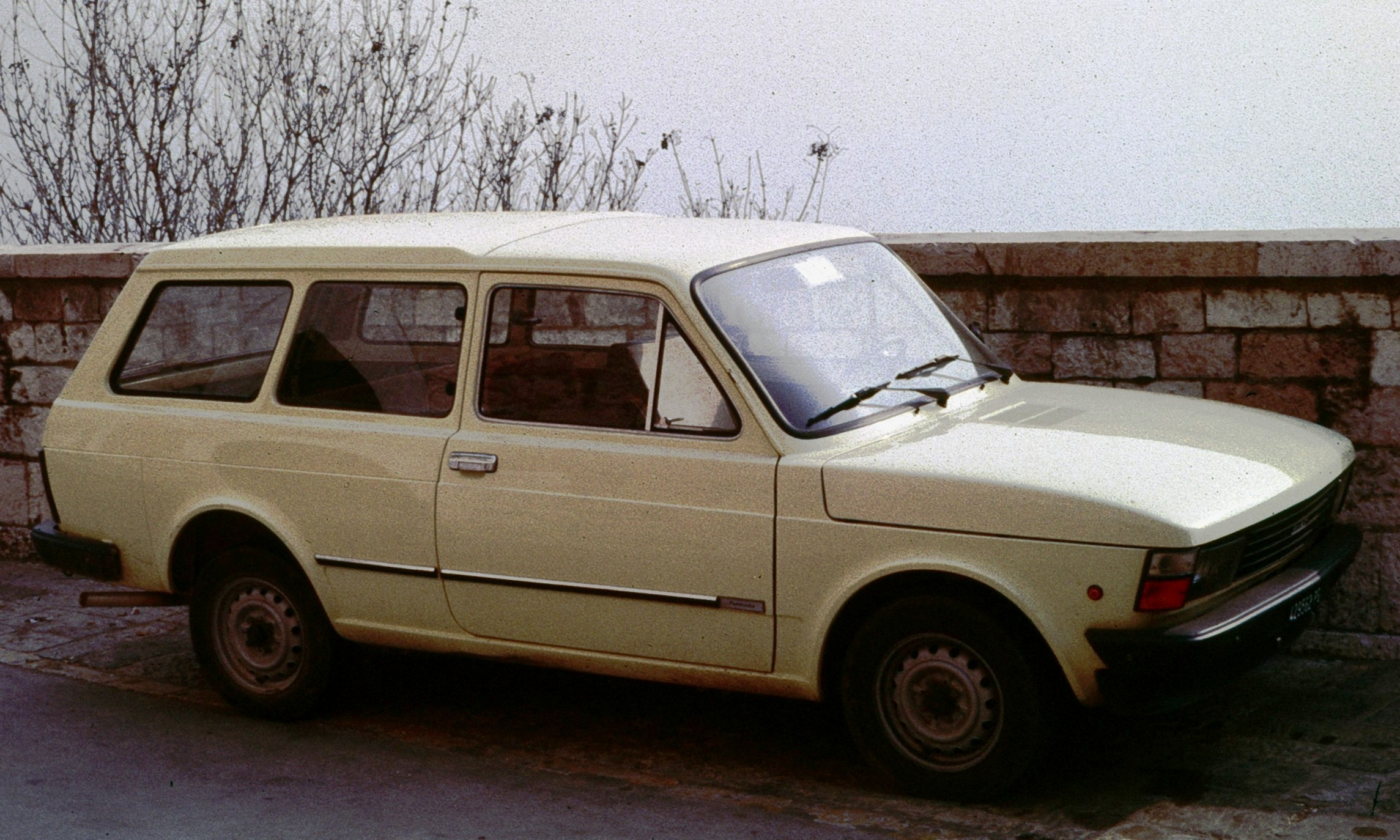
Fiat Panorama
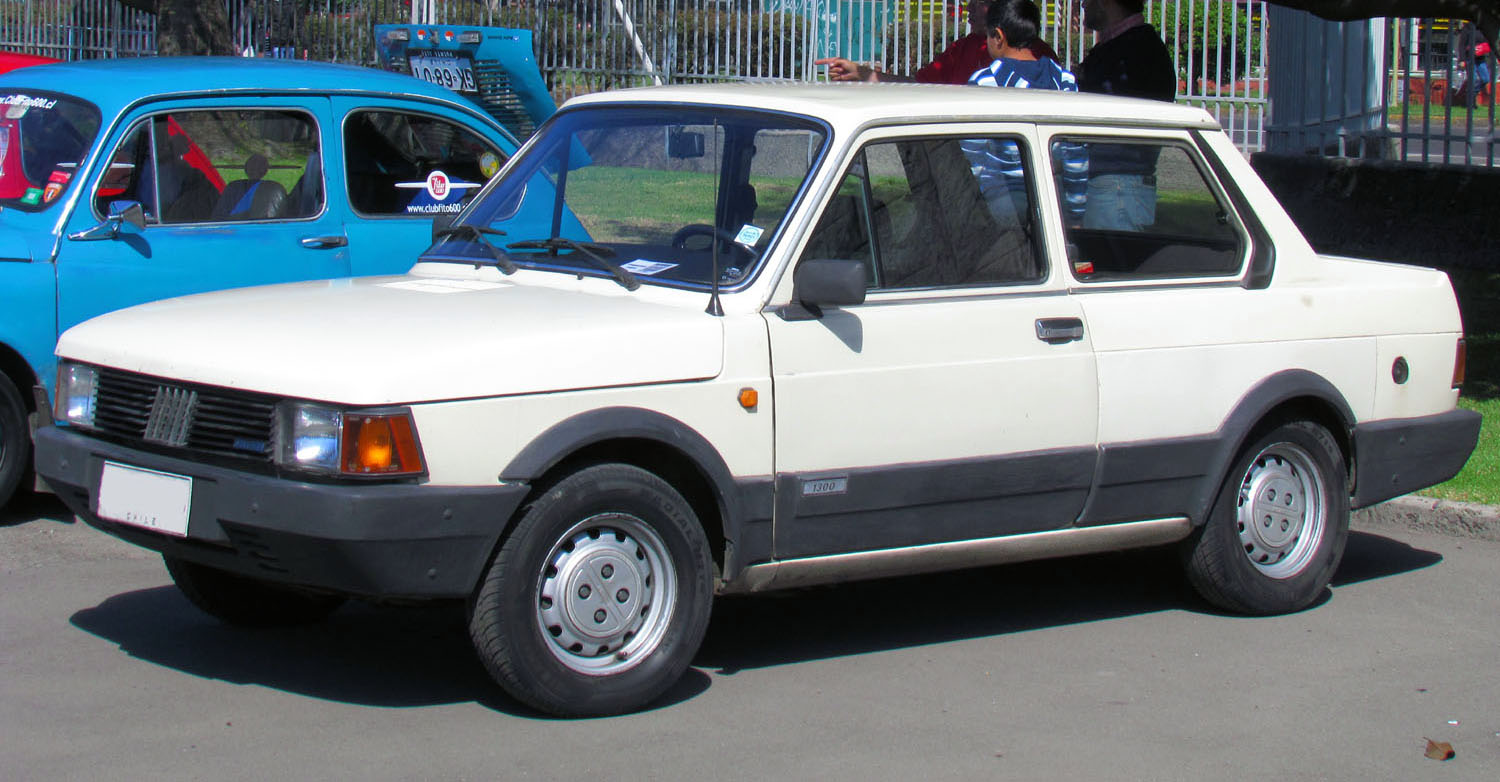
Fiat Oggi

### Argentijnse carrière

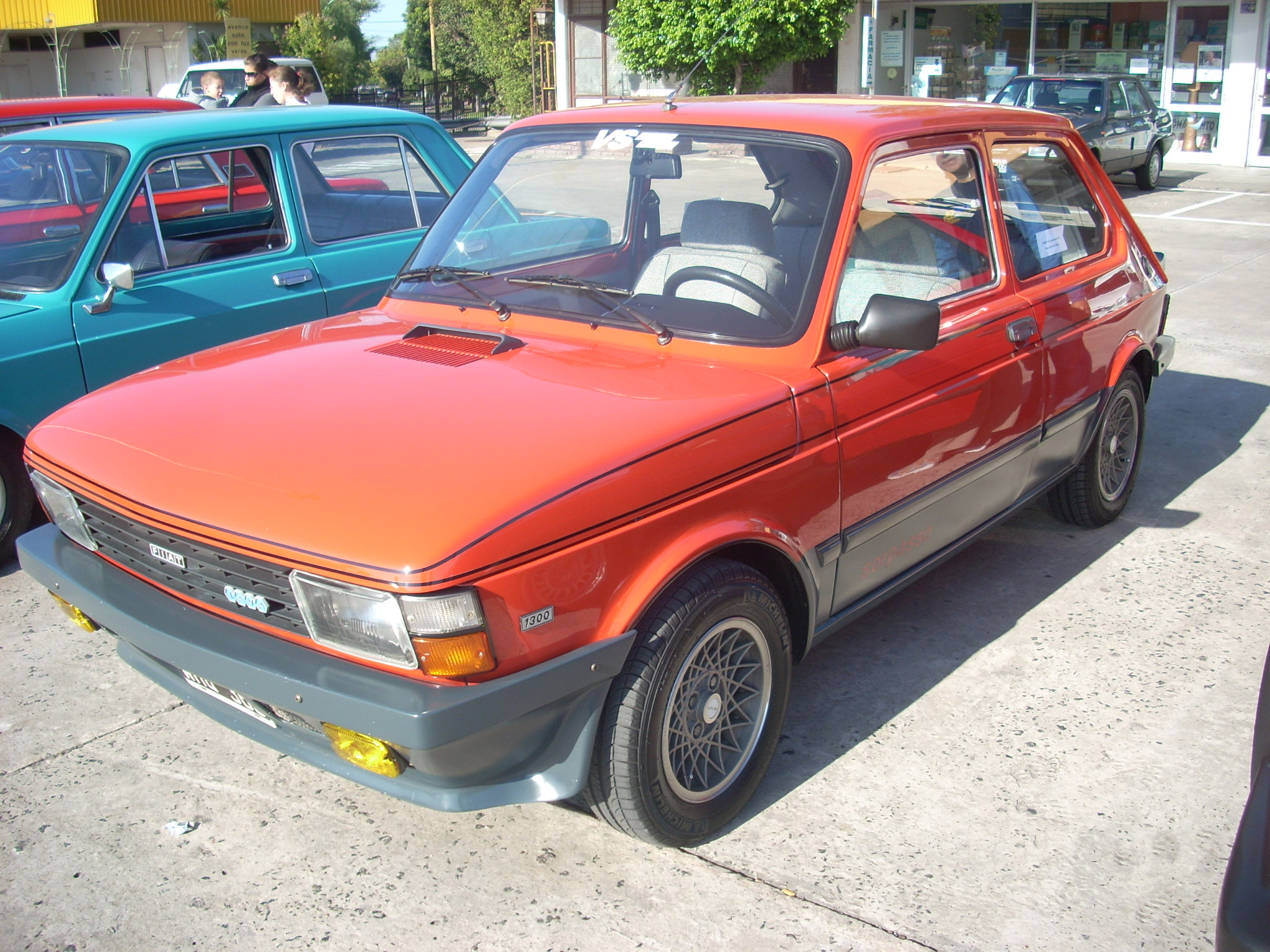
Fiat 147 Sorpasso (IAVA)

De Argentijnse productie van de 147 met de Braziliaanse 1.049 cc motor begon in de zomer van 1981. In oktober 1982 werd deze vervangen door een 1.116 cc motor. In mei 1983 verscheen een vijfversnellingsbak voor de nieuwe, enigszins sportieve TR 5. Deze kreeg een 60 pk (44 kW) 1.3 liter motor. De 1.3 werd al sinds 1982 gebruikt voor de opgevoerde IAVA Sorpasso, maar met een dubbele carburateur en 90 pk (66 kW). Met een topsnelheid van 163 km/u is dit de krachtigste in de fabriek gebouwde 127-afgeleide ooit. Tot 1984 werden 405 Sorpasso's gebouwd. Aan het andere uiteinde van het spectrum bevond zich vanaf 1984 de 147 TRD, uitgerust met dezelfde dieselmotor als de in Brazilië gebouwde 147's.
In november 1984 verscheen de nieuwe Fiat Spazio, met dezelfde voorzijde als de tweede facelift die in Brazilië werd gebruikt. Grote, vierkante koplampen en bumpers, samen met opnieuw ontworpen achterlichten en de nieuwe uniforme grille van Fiat zorgden voor een veel modernere uitstraling. Motoren en uitrustingsniveaus bleven ongewijzigd, hoewel de kleinere 1.1 en de diesel in 1990 verdwenen. De 1.3 werd in 1991 aangevuld met een grotere 1.372 cc-versie, deze werd in 1993 omgedoopt tot Fiat Vivace. De productie ging door tot 1996.
Een interessante uitvoering was de Fiat Brío uit 1987. Deze speciale instapversie had de originele, pre-facelift Braziliaanse carrosserie uit 1976 en de 1.1-motor. De productie van de Brío werd stopgezet in 1989.

## Productie en markten
In totaal werden er 1.269.312 exemplaren geproduceerd in de Braziliaanse fabriek van Fiat in Betim, plus 232.807 stuks in de Sevel-fabriek in Córdoba, Argentinië. Deze auto werd ook geassembleerd in de CCA-fabriek in Bogotá, Colombia.
Enkele 147's werden naar Europa geëxporteerd, hetzij met de dieselmotor, hetzij met de Panorama-carrosserie. Afgezien van de twee verschillende gebruikte fronten (eerste en tweede facelift), kunnen ze ook worden onderscheiden van in Italië gebouwde Fiat 127's (en de overeenkomstige in Spanje gebouwde Seat 127's) door de ventilatieopeningen bij de achterste zijruiten.
Huidige modellen: 
124 Spider ·
500 ·
500e ·
500L ·
500X ·
600 ·
Aegea ·
Argo ·
Cronos · 
Doblò · 
Ducato ·
Fiorino ·
Fullback ·
Linea ·
Palio · 
Panda · 
Punto · 
Qubo ·
Scudo · 
Siena ·
Strada ·
Tipo · 
Ulysse
Historische modellen na de Tweede Wereldoorlog: 
124 · 
125 · 
126 · 
127 · 
128 · 
130 · 
131 · 
132 · 
133 · 
147 · 
148 · 
242 ·
500 ·
600 · 
600 Multipla · 
850 · 
1100 · 
1200 · 
1300/1500 · 
1400/1900 · 
1800/2100 · 
2300 · 
Albea ·
Argenta · 
Barchetta · 
Bianchina ·
Bravo · 
Brío · 
Campagnola · 
Cinquecento · 
Coupé · 
Croma · 
Dino · 
Duna · 
Elba ·
Fiorino ·
Freemont ·
Grande Punto ·
Idea ·
Marea · 
Marengo · 
Mod 5 · 
Multipla · 
Oggi · 
Panorama · 
Penny · 
Prêmio · 
Regata · 
Ritmo · 
Sedici ·
Seicento · 
Spazio · 
Stilo ·
Talento · 
Tempra · 
Tipo · 
Turbina · 
Uno · 
Vivace · 
X1/9
Historische modellen voor de Tweede Wereldoorlog: 
1 · 
1T · 
10 HP · 
12 HP · 
24 HP · 
2B Torpedo · 
4 HP · 
501 · 
502 · 
503 · 
505/507 · 
508 · 
509 · 
510/512 · 
514 · 
515 · 
518 · 
519 · 
520 · 
521 · 
522 · 
524 · 
525 · 
527 · 
60 HP · 
70 · 
801 · 
1100 · 
1500 · 
2800 · 
Brevetti · 
Laundolet · 
Modello O · 
Tipo 2 · 
Tipo Torpedo · 
Topolino · 
Zero